# Hayward (Kalifornien)
Hayward ist eine Stadt im Alameda County im US-Bundesstaat Kalifornien mit 162.954 Einwohnern (Stand: 2020). Das Stadtgebiet hat eine Größe von 163,3 km² und befindet sich am Südostufer der Bucht von San Francisco zwischen San Leandro im Nordwesten und Fremont im Südosten. Sie gehört zur Metropolregion San Francisco Bay Area.
Die Stadt wurde nach William Hayward benannt, einem Arbeiter aus New England, der sich 1849 während des „kalifornischen Goldrausches“ hier niedergelassen hatte und das erste Schuhgeschäft eröffnete. Zu Hayward gehört auch das Erholungsgebiet Schafer Park, benannt nach dem deutschen Einwanderer A. W. Schafer (wahrscheinlich ehemals Schäfer).
Weil die Stadt heute ein Vorort von San Francisco ist, besitzt sie keine große Innenstadt. Immerhin gibt es aber im Gegensatz zu anderen Städten der Region eine kleine Innenstadt, in der sich die meisten Geschäfte in der B Street zwischen Mission und Foothill Boulevard befinden.

## Bildung
In der Stadt befindet sich die California State University, East Bay.

## Verkehr
- Hayward ist an den Öffentlichen Nahverkehr im Raum San Francisco angeschlossen durch zwei Linien des S-Bahn- bzw. U-Bahnsystems BART (Bay Area Rapid Transit), die bis Fremont führen.
- Durch die San Mateo–Hayward Bridge, welche die Bucht von San Francisco überspannt, ist Hayward mit der San-Francisco-Halbinsel und damit dem Silicon Valley verbunden.

## Partnerstädte
Städtepartnerschaften bestehen seit 1986 mit Funabashi in Japan und seit 2006 mit Ghazni in Afghanistan.

## Söhne und Töchter der Stadt
- Sena Acolatse (* 1990), Eishockeyspieler
- Jeff Beal (* 1963), Komponist und Jazzmusiker
- Mekhi Blackmon (* 1999), American-Football-Spieler
- Josh Ryan Evans (1982–2002), Schauspieler
- Chelsea Gray (* 1992), Basketballspielerin
- Dwayne Johnson (* 1972), Schauspieler und Profi-Wrestler der US-amerikanischen Wrestlingliga WWE
- Claudia Kolb (* 1949), Schwimmerin
- Arthur Larsen (1925–2012), Tennisspieler
- Jim Martin (* 1961), Musiker
- Kristi Yamaguchi (* 1971), Eiskunstläuferin